# Union Touarga Sports
Maillots
Actualités
L'Union Touarga Sports (en arabe : إتحاد تواركة الرياضي), plus couramment abrégé en UTS, est un club marocain de football crée en 1969 sous la fusion des équipes sportives de l'ASPTT Maroc et basé à Agdal, quartier de la capitale du Maroc, Rabat.
Il évolue actuellement en Botola Pro1.

## Historique
Origines et établissement du club
L'histoire du club Union Touarga Sport (UTS) est une histoire marquée par l'enthousiasme et la passion des jeunes pour le sport, et l'intérêt des plus hauts sommets du royaume pour cette passion.
Tout a commencé dans les années 70, au cœur du quartier de Touarga, situé dans la ville de Rabat, au Maroc. À cette époque, les jeunes du quartier étaient extrêmement actifs et passionnés par le football. Ils avaient formé sept équipes locales distinctes, chacune avec son propre style de jeu, sa propre tactique, et bien sûr, son propre ensemble de supporters.
Le point culminant de leurs activités était un championnat organisé entre les sept équipes. Ce championnat était l'occasion pour chaque équipe de prouver sa supériorité, d'établir sa domination sur le quartier et de gagner le respect et l'admiration des autres.
Le dernier match du championnat était prévu pour désigner le vainqueur. C'était un événement que tout le quartier attendait avec impatience. Et alors que l'excitation montait, une nouvelle surprenante a été annoncée : le prince héritier Moulay Mohamed avait décidé d'assister à ce match. C'était un honneur inattendu pour les équipes et une preuve de la reconnaissance de leurs efforts.
Après le match, une autre surprise attendait les équipes : feu Sa Majesté Hassan II avait entendu parler de leur championnat et avait décidé de les recevoir. Lors de cette réunion, il a proposé aux équipes de s'unir pour former une seule équipe, une équipe qui représenterait le quartier de Touarga dans des compétitions plus larges et plus officielles.
Les équipes ont accepté avec enthousiasme la proposition du Feu sa majesté le Roi. Elles ont décidé de nommer leur nouvelle équipe Union Touarga Sport, en l'honneur de leur quartier bien-aimé. Et ainsi, en 1971, le club UTS est officiellement né.
Depuis lors, le club Union Touarga Sport a continué à grandir et à évoluer, portant les espoirs et les rêves des jeunes de Touarga et honorant l'histoire de sa création. Il est devenu un symbole de l'unité, de la passion pour le sport et du dévouement des jeunes du quartier de Touarga.
Émergence sous les honneurs
L'Union Touarga Sport (UTS) a franchi de nombreux jalons importants dans son parcours. Les années passaient, et avec elles, le club a grandi et s'est solidifié, gagnant en expérience et en compétences, et consolidant sa présence dans le paysage sportif marocain.
En 2019-2020, l'UTS a connu un moment charnière dans son histoire. Cette saison-là, le club a participé au Championnat Amateur 1, l'une des compétitions de football les plus prestigieuses du Maroc. Et grâce à l'habileté, la détermination et le travail acharné de ses joueurs, l'UTS a réussi à décrocher le titre de champion. Ce fut une réalisation majeure qui a marqué un tournant décisif dans l'histoire du club.
Fort de ce succès, l'UTS a gagné en confiance et en ambition. Lors de la saison suivante, 2020-2021, le club a franchi une nouvelle étape en accédant à la Botola Pro 2, la deuxième division professionnelle du championnat marocain de football. Encore une fois, le club a démontré sa compétence et sa détermination, se tenant fièrement face à des adversaires de haut niveau.
Et aujourd'hui, l'Union Touarga Sport évolue dans l'élite du football marocain. C'est une réalisation remarquable qui témoigne de la progression constante du club depuis sa création. Le parcours de l'UTS est une source d'inspiration pour tous ceux qui rêvent de grandes choses, prouvant que l'unité, le travail acharné et la passion peuvent mener à des réalisations extraordinaires.

## Palmarès
- Botola Pro2 (2) :
  - Champion : 1979-1980, 1985-1986
  - Vice-champion : 2003-2004 et 2021-2022

- Botola Amateurs1 (3) :
  - Champion : 1976-1977, 2002-2003, 2019-2020